# Sony Nordé
Sony Nordé (ur. 27 lipca 1989 w Jérémie) – haitański piłkarz występujący na pozycji ofensywnego pomocnika lub skrzydłowego, reprezentant Haiti, od 2023 roku zawodnik malezyjskiego Terengganu.

## Kariera klubowa
W 2005 roku Nordé, przebywając z młodzieżową kadrą Haiti na turnieju w Argentynie, został zauważony przez wysłanników tamtejszego klubu Boca Juniors i niebawem dołączył do juniorów tej ekipy. Rozgrywki 2009/2010 spędził na wypożyczeniu w meksykańskim San Luis FC, jednak w drużynie seniorów nie wystąpił ani razu – grał jedynie w lidze meksykańskiej do lat 20, zdobywając w barwach San Luis 8 goli w 18 spotkaniach. Po powrocie do Boca także nie potrafił się przebić do pierwszego zespołu i był tylko graczem rezerw argentyńskiego klubu.
Wiosną 2012 Nordé przeszedł do meksykańskiego drugoligowca Altamira FC. W Liga de Ascenso zadebiutował 7 stycznia 2012 w przegranym 1:2 spotkaniu z Nezą, natomiast premierową bramkę zdobył 16 stycznia tego samego roku w przegranej 1:3 konfrontacji z Lobos BUAP.

## Kariera reprezentacyjna
W seniorskiej reprezentacji Haiti Nordé zadebiutował w 2007 roku, a na listę strzelców wpisał się po raz pierwszy 4 grudnia 2008 w zremisowanym 1:1 spotkaniu z Antiguą i Barbudą w ramach Pucharu Karaibów. Wówczas także rozegrał trzy mecze wchodzące w skład eliminacji do Mistrzostw Świata 2010, na które jego kadra się nie zakwalifikowała. Został powołany na Puchar Karaibów 2010, gdzie wystąpił we wszystkich trzech pojedynkach i zanotował trafienie w wygranym 3:1 meczu z Saint Vincent i Grenadynami.